# Synoda mrtvých

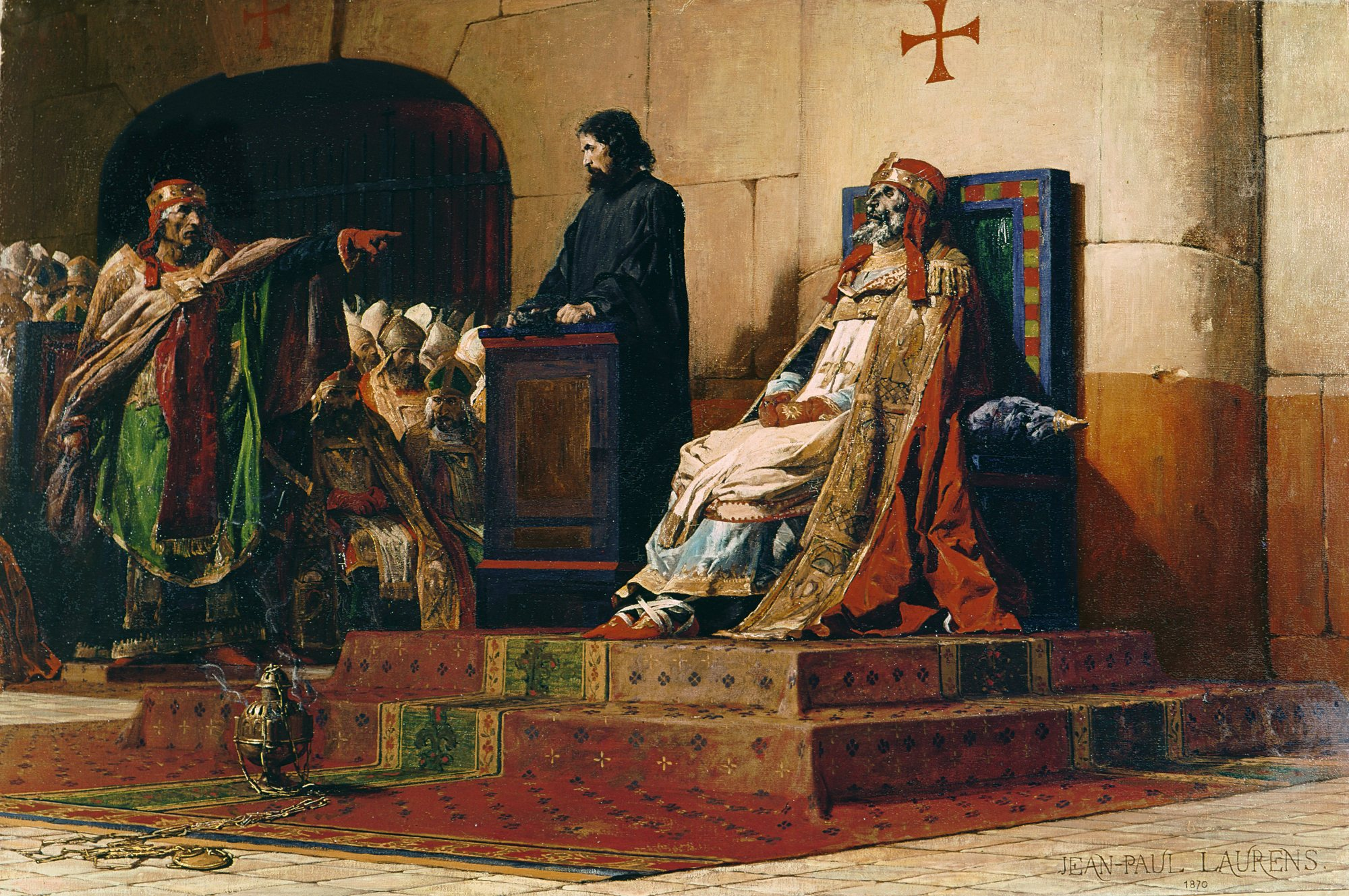
Jean-Paul Laurens, Le Pape Formose et Etienne VII („Papež Formosus a Štěpán VII.“), 1870.

Synoda mrtvých (897), latinsky Synodus horrenda, je označení pro synodu uspořádanou papežem Štěpánem VI., na níž byla přivlečena devět měsíců stará mrtvola Štěpánova předchůdce papeže Formosa. Jedná se o typický projev úpadku papežství v jeho temném období (891–1049).

## Předcházející události
Dne 6. října 891 byl papežem zvolen portský biskup Formosus s bohatými zásluhami a zkušenostmi, které sbíral již za pontifikátu Mikuláše I. Zopakoval korunovaci Guida ze Spoleta a zároveň vsadil císařskou korunu na hlavu jeho syna Lamberta II. ze Spoleta. Oddíly Guidovy vdovy hájily Řím a celá rodina se snažila papeži rozkazovat. Proto povolal na pomoc východofranského krále Arnulfa z Korutan. Ten roku 896 Řím dobyl a Formosus ho korunoval v Římě císařem. Když nemocný Arnulf Korutanský Řím opustil, Lambert ze Spoleta se vrátil, aby se Formosovi pomstil. Ten však záhy zemřel. Novým papežem se stal Bonifác VI., který nevládl ani měsíc. Poté Lambert na papežský trůn dosadil Štěpána VI.

## Svolání a průběh synody
Štěpán VI. (896–897) nechal vykopat mrtvolu svého předchůdce Formosa (891–896). Mrtvola stará devět měsíců byla oblečena do slavnostního papežského oděvu, posazena na trůn a takto souzena. Mrtvý Formosus byl sesazen, jeho administrativní rozhodnutí i svěcení prohlášena za neplatná a prsty, jimiž žehnal, useknuty. Pak byla Formosova mrtvola smýkána ulicemi a hozena do řeky Tibery. Papež Štěpán VI. se však z výsledků procesu dlouho netěšil. Lid v následném zřícení baziliky sv. Jana v Lateránu spatřoval trest za zohavení mrtvoly. Štěpán VI. byl zajat svými odpůrci a uškrcen.

## Následující události
Nenávist mezi jednotlivými frakcemi byla veliká a spor se táhl ještě řadu let. Formosovi stoupenci po smrti Štěpána VI. prosadili na papežský stolec svého kandidáta Romana. Ten však ještě tentýž rok zemřel a jeho nástupcem se stal další představitel pro-formosovské kliky – Theodor II. Ten sice zemřel zhruba za měsíc (listopad/prosinec 897), ale stihl zrušit ustanovení synody mrtvých a údajné znovunalezené Formosovo tělo nechal pohřbít v bazilice svatého Petra. Po smrti Theodora II. byl v lednu 898 papežem zvolen Jan IX., který na synodách v Římě nechal znovu rehabilitovat Formosa. Zrušení závěrů synody smrti doprovázely hromadné omluvy těch, kteří synodě byli přítomni. Přesto se někteří odmítli omluvit a byli posláni do vyhnanství (mezi nimi byl i biskup Sergius z Caere, pozdější papež Sergius III.). Když se Sergius III., který patřil k Formosovým protivníkům, stal papežem, hned na začátku svého pontifikátu prohlásil Formosova svěcení za neplatná, což vyvolalo velký zmatek mezi duchovními. (Sergius III. de facto provedl převrat a zmocnil se papežského trůnu.)

## Odraz v umění
Celá příhoda se stala námětem mnoha beletristických zpracování. Jedním z nich je povídka Egona Bondyho Mníšek.